# Bob French

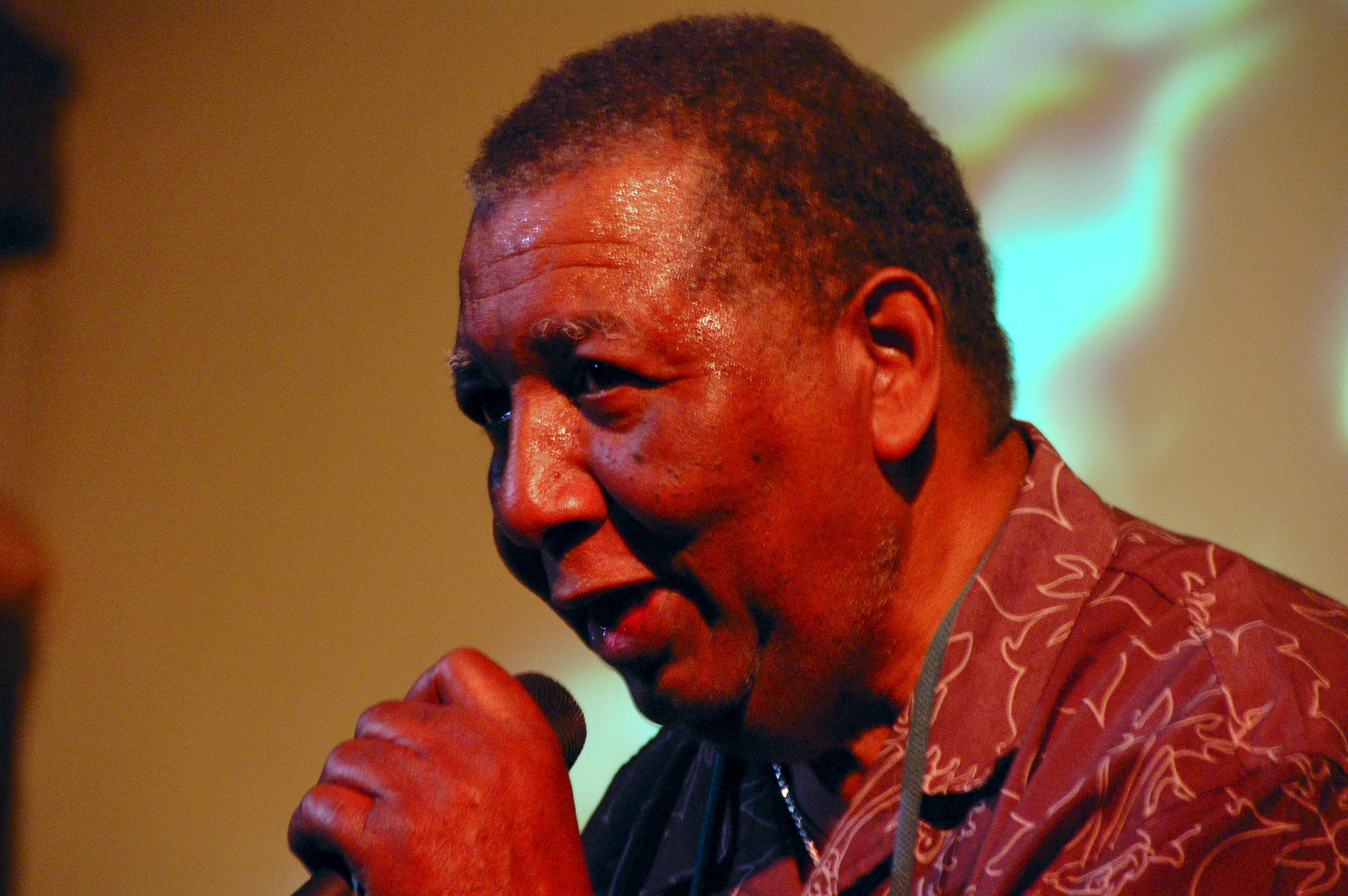
Bob French in Snug Harbor, New Orleans, März 2008

Robert „Bob“ French (* 1938 in New Orleans; † 12. November 2012  ebenda) war ein US-amerikanischer Jazz- und Rhythm-&-Blues-Schlagzeuger und Rundfunkmoderator.

## Leben und Wirken
Bob French hatte als Kind Unterricht bei Louis Barbarin. Er bildete in der Highschool eine Rhythm & Bluesband, in der u. a. James Booker, Art und Charles Neville (später Neville Brothers), Kidd Jordan und Alvin Batiste spielten. In den 1960er Jahren nahm er mit Earl King und Fats Domino auf. Er arbeitete außerdem mit Dave Bartholomew, mit dem er mütterlicherseits verwandt ist. Bob French & Friends spielten regelmäßig in der Frenchmen Street im D.B.A. Nightclub. Von 1977 bis 2011 leitete er The Tuxedo Jazz Band, die zunächst von Papa Celestin und von 1958 bis 1977 von Frenchs Vater, Albert Papa French, geleitet wurde. Außerdem moderierte er im lokalen Jazzradiosender WWOZ in New Orleans. Er starb an den Folgen von Diabetes und Demenz.
Sein Bruder war der Bassist und Sänger George French, mit dem er auch zusammenarbeitete.

## Diskographische Hinweise
- Marsalis Music Honors Bob French (mit Branford Marsalis, Trombone Shorty, Leonard Brown, Harry Connick, Edward Huntington, Chris Severin, Ellen Smith, 2006)